# 打鼓嶺 (九龍)
打鼓嶺（英語：Ta Ku Ling），是香港九龍城一條已拆卸村落，原址位於現今摩士公園三號公園足球場。打鼓嶺屬九龍十三鄉及衙前圍七約之一。

## 歷史

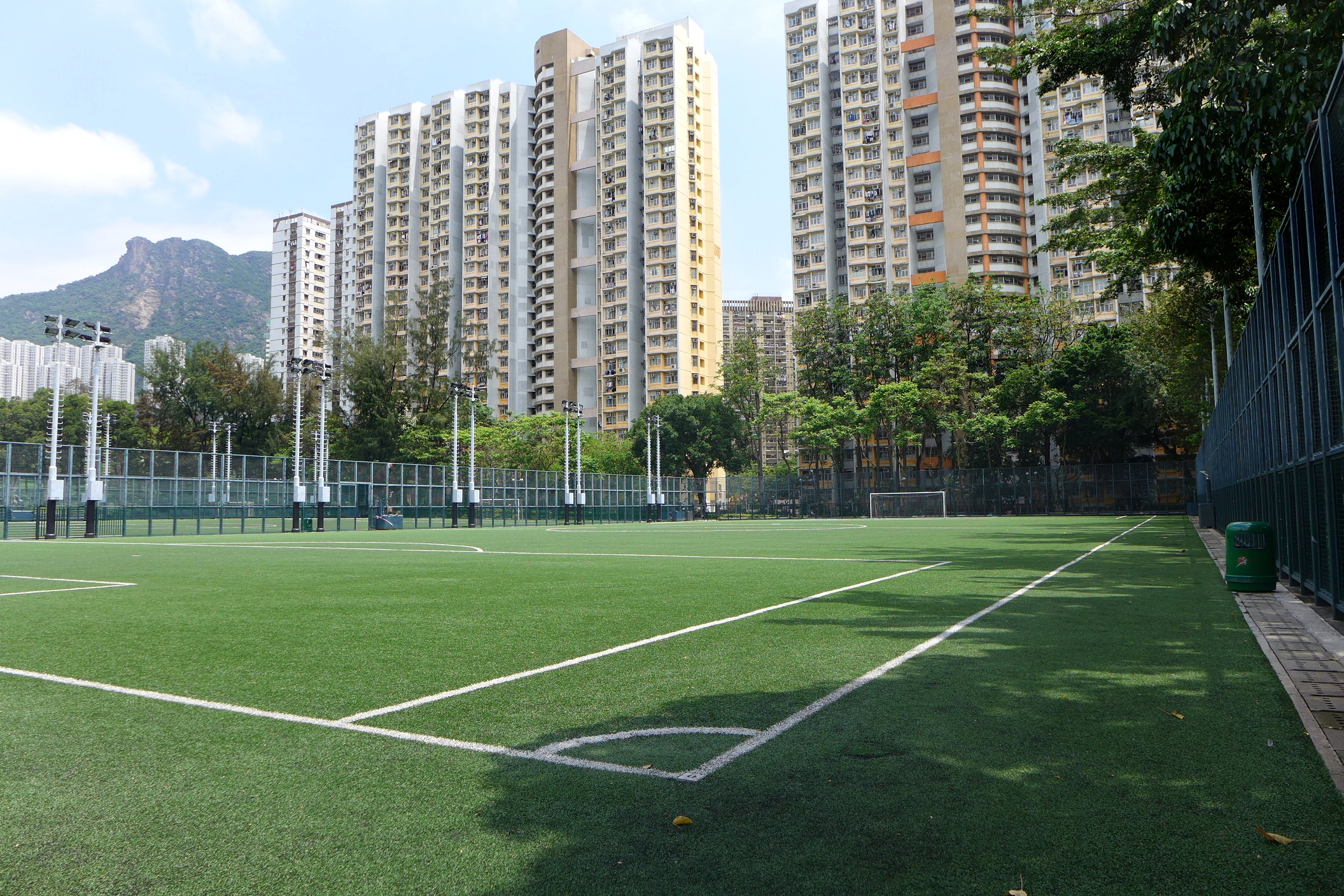
摩士公園三號公園是打鼓嶺村的原址

九龍打鼓嶺位於衙前圍、石鼓壟和老虎岩之間，鄰近九龍城英軍靶場。打鼓嶺村有村民是衙前圍李氏的分支，原居民所建的村屋呈「Ｗ」字形佈局，村周亦有不少寮屋、農舍、農地。香港九約竹枝詞中載有「行向沙埗醫院過，疑魂打鼓嶺中催」。
1939年，打鼓嶺村發生火災，十間木屋被焚燬。
1942年香港日治時期，日本軍政府宣佈擴建啟德機場。雖然打鼓嶺村、石鼓壟村和大磡村等亦是位於擴建工程範圍外，但日方擔心這些機場外圍村落會成會游擊隊襲擊日軍軍機的匿藏點，而且可將村屋的石材用於建設機場，於是將原居民的石屋拆除。
1960年代初，打鼓嶺村和周邊農地連同靶場被清拆和平整。有打鼓嶺村居民遷到清水灣道山坡（九龍維記牛奶牛房周邊、今彩雲邨）並繼續以耕作為生，及後政府於清水灣道近西貢公路的山坡興建打鼓嶺新村安置居民，打鼓嶺村原址於1960年代末發展成摩士公園。
打鼓嶺新村以梯級式格局興建，有兩排平房數間，村後山特設梯田。現時新村仍有約十數戶人家居住。

## 外部連結
- 二十世紀以前九龍城地區概述 （页面存档备份，存于）